# Reggie Geary
Reginald Elliot "Reggie" Geary (Trenton, Nueva Jersey, 31 de agosto de 1973) es un exjugador y entrenador de baloncesto estadounidense que disputó dos temporadas en la NBA, además de jugar en la CBA, la liga israelí, la portuguesa, la francesa y la ucraniana. Con 1,88 metros de estatura, jugaba en la posición de base.

## Trayectoria deportiva

### Universidad
Jugó durante cuatro temporadas con los Wildcats de la Universidad de Arizona, en las que promedió 7,0 puntos, 4,4 asistencias y 3,1 rebotes por partido. Acabó su carrera como líder histórico de su universidad en robos de balón (208) y tercero en asistencias (560), manteniendo hoy en día la tercera y quinta posición respectivamente. En su última temporada fue incluido en el mejor quinteto de la Pacific-10 Conference.

### Profesional
Fue elegido en la quincuagésimo sexta posición del Draft de la NBA de 1996 por Cleveland Cavaliers, donde jugó una temporada siendo una de las últimas opciones para Mike Fratello, su entrenador, que lo sacó a la pista en 39 partidos, en los que promedió 1,5 puntos.
Tras ser despedido, fichó al año siguiente como agente libre por los San Antonio Spurs, donde volvió a ejercer como tercer base del equipo, por detrás de Avery Johnson y Vinny Del Negro, acabando la temporada promediando 2,5 puntos y 1,2 asistencias por partido.
Tras pasar por los Quad City Thunder y los Idaho Stampede de la CBA, continuó su carrera en Europa, jugando en  Israel, la Portugal, la Francia y la Ucrania. En este último país, en las filas del BC Kiev, se proclamó supcampeón de liga. Durante todo ese tiempo, antes de cada inicio de temporada de la NBA, probó sin suerte encontrar hueco en los Seattle Supersonics, los Vancouver Grizzlies y los Detroit Pistons.

### Entrenador
En 2005 regresa a su alma mater, la Universidad de Arizona para ejercer de entrenador asistente de Lute Olson. Al año siguiente es contratado para desempeñar el mismo papel por los Anaheim Arsenal de la NBA D-League, ocupando al año siguiente el puesto de entrenador principal del equipo, tras el cual regresaría a los Wildcats. En 2009 ficha por la Southern Methodist University, donde permanece hasta 2011.

## Estadísticas de su carrera en la NBA

### Temporada regular
| Temporada | Edad | Equipo              | Liga | P   | TIT | MIN  | TC  | TCA | %TC  | 3P  | 3PA | %3P  | TL  | TLA | %TL  | R.OF. | R.DEF. | REB | ASIS | ROB | TAP | PER | FP  | PTS |
| 1996-97   | 23   | Cleveland Cavaliers | NBA  | 39  | 0   | 6.3  | 0.6 | 1.5 | .379 | 0.2 | 0.5 | .381 | 0.1 | 0.3 | .455 | 0.1   | 0.3    | 0.4 | 0.9  | 0.3 | 0.1 | 0.4 | 0.9 | 1.5 |
| 1997-98   | 24   | San Antonio Spurs   | NBA  | 62  | 2   | 11.0 | 0.9 | 2.7 | .331 | 0.2 | 0.6 | .300 | 0.5 | 0.9 | .500 | 0.3   | 0.8    | 1.1 | 1.2  | 0.6 | 0.2 | 0.7 | 1.5 | 2.5 |
| Total     |      |                     | NBA  | 101 | 2   | 9.2  | 0.8 | 2.2 | .344 | 0.2 | 0.6 | .328 | 0.3 | 0.7 | .493 | 0.2   | 0.6    | 0.8 | 1.1  | 0.5 | 0.1 | 0.6 | 1.3 | 2.1 |

### Playoffs
| Temp.   | Edad | Equipo            | Liga | P | MIN | TCA | TC | 3PA | 3P | TLA | TL | R.OF. | REB | ASIS | ROB | TAP | PER | FP | PTS | %TC  | %3P  | %FT  | MIN | PTS | REB | AST |
| 1997-98 | 24   | San Antonio Spurs | NBA  | 7 | 46  | 3   | 7  | 1   | 4  | 2   | 4  | 0     | 2   | 6    | 1   | 0   | 2   | 10 | 9   | .429 | .250 | .500 | 6.6 | 1.3 | 0.3 | 0.9 |
| Total   |      |                   | NBA  | 7 | 46  | 3   | 7  | 1   | 4  | 2   | 4  | 0     | 2   | 6    | 1   | 0   | 2   | 10 | 9   | .429 | .250 | .500 | 6.6 | 1.3 | 0.3 | 0.9 |